# مسرشميت مي 262

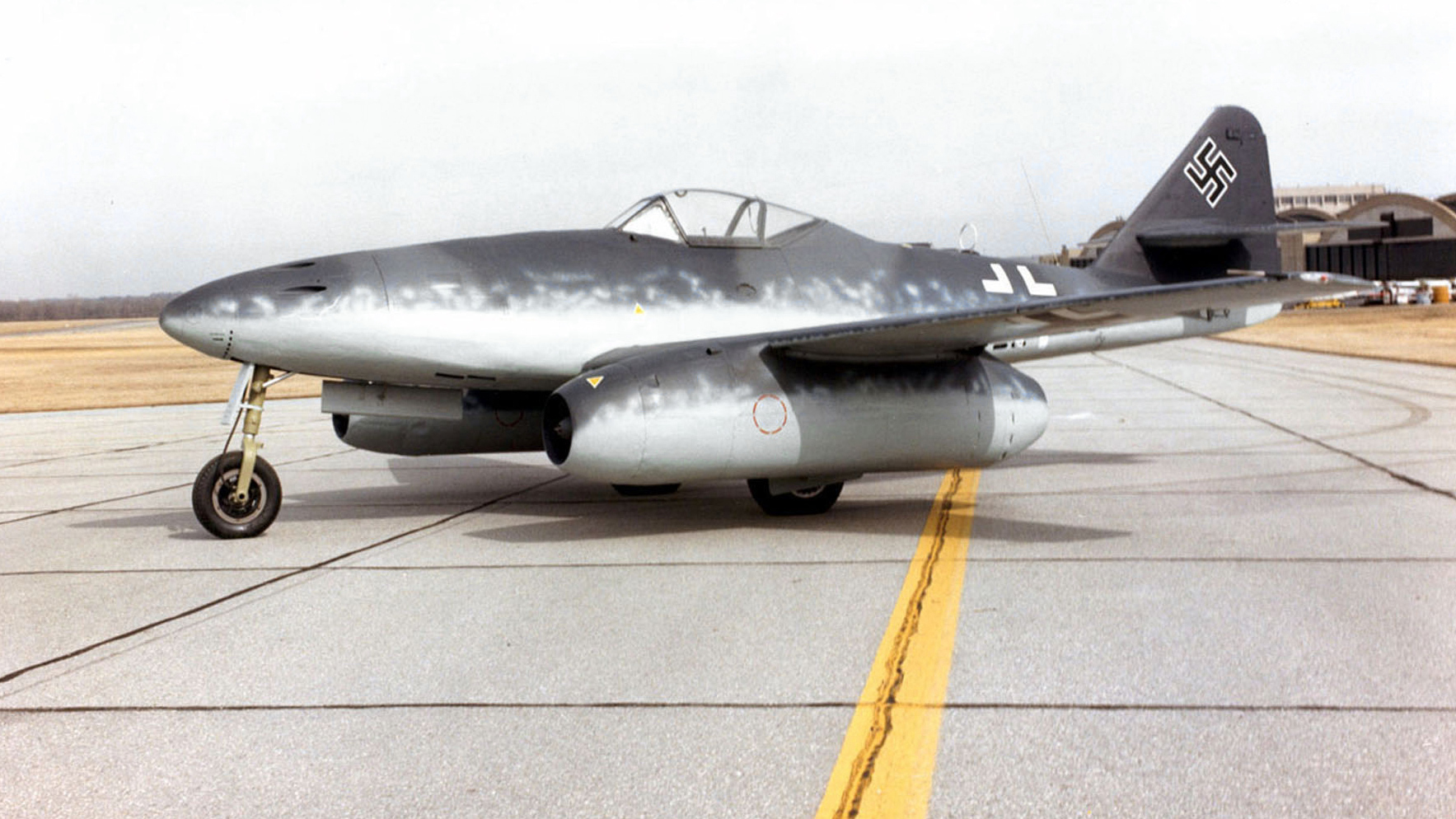
مسرشميت أم اي 262إي

 مسرشميت أم أي Messerschmitt Me 262 هي مقاتلة اعتراضية أنتجتها ألمانيا النازية وهي أول مقاتلة اعتراضية بمحركات نفاثة أنتجت بشكل واسع في العالم، أدخلت المسرشميت الخدمة في أواخر صيف عام 1944 في سلاح الجو الألماني وأنيطت بها مهام القتال الاعتراضي ضد قاذفات قوات الحلفاء وكذلك المقاتلات المغيرة على البر الألماني، وقد بدأت الولايات المتحدة والاتحاد السوفيتي صناعة مقاتلاتهم النفاثة بعد المسرشميت بعدة سنوات

## التسمية
كانت المسرشميت تحمل رسمياً اسماً عملياتياً مميزاً بها حيث أطلق عليها اسم Swallow أو السنونو باللغة العربية ومرد التسمية جاء من حقيقة أن طائر السنونو هو أسرع الطيور في حركة الانقضاض الجوي على فريسته من الحشرات الطائرة في الجو. أطلق عليها الطيارين المقاتلين الألمان تسمية التوربو.

## التطوير
تُعتَبر هذهِ الطائرة هي أول من استعملت محركات نفاثة، وهي الطائرة التي بثت القلق في قائد القوات الجوية الأمريكية الجنرال «كارل سباتز». بدأ برنامجها سنة 1938 لكن تأخر اختبار المحركات النفاثة أجل دخولها الخدمة حتى 1944، وتم تجهيزها بمحركين من طراز Junkers 004 or BMW.
و قد وصفها أحد الطيارين الألمان بأنها رائعة بحيث لا تهتز ولا توجد أي مشاكل أثناء الطيران، كما طلب أدولف هتلر من صانعها Willy Messerschmitt إذا كانت تستطيع حمل قنابل فكان الرد بنعم عندها أبدى هتلر سعادته بهذا الخبر.

## المواصفات
- الطاقم: مقعد واحد
- الطول: 10.60م
- باع الجناح: 12.48م
- الارتفاع: 3.84 م
- الوزن الكلي: 6400 كجم
- السرعة: 870 كم/س
- الارتفاع الأقصى: 11450 متر
- المدى: 1050 كم
- المحرك: محركين نفاثين طراز «جانكرز 004»

### التسليح
- مدفعين عيار 30 مم (اي2)
- 4 مدافع عيار 30 مم (أي 1)
- 24 صاروخ من 55 مم
- قنبلتين 250 كجم

## روابط خارجية
- The archive about the assignment of persons and material of the German Air Force in the Second World War
- German Me 262 combat footage of Me 262s
- Jet Aces of the Luftwaffe
- Warbird Alley: Me 262 page- History, specs, photos and links
- ME 262 page at Aviation enthusiast Corner نسخة محفوظة 6 أكتوبر 2008 على موقع واي باك مشين.
- Messerschmitt Me 262B
- Stormbirds – Official home of the Me 262 Project, and several Me 262 related features
- Me 262 Project reproduction flying at ILA 2006 airshow in Berlin على يوتيوب
- The Messerschmitt Me 262 at Air Vectors
- YouTube's Video-Me 262 V3 takeoff على يوتيوب
- The official Erich Warsitz Website (world's first jet pilot), inclusive rare videos and audio commentaries